# Chapman’s Baobab
Koordinaten: 20° 29′ 24,7″ S, 25° 14′ 58,5″ O

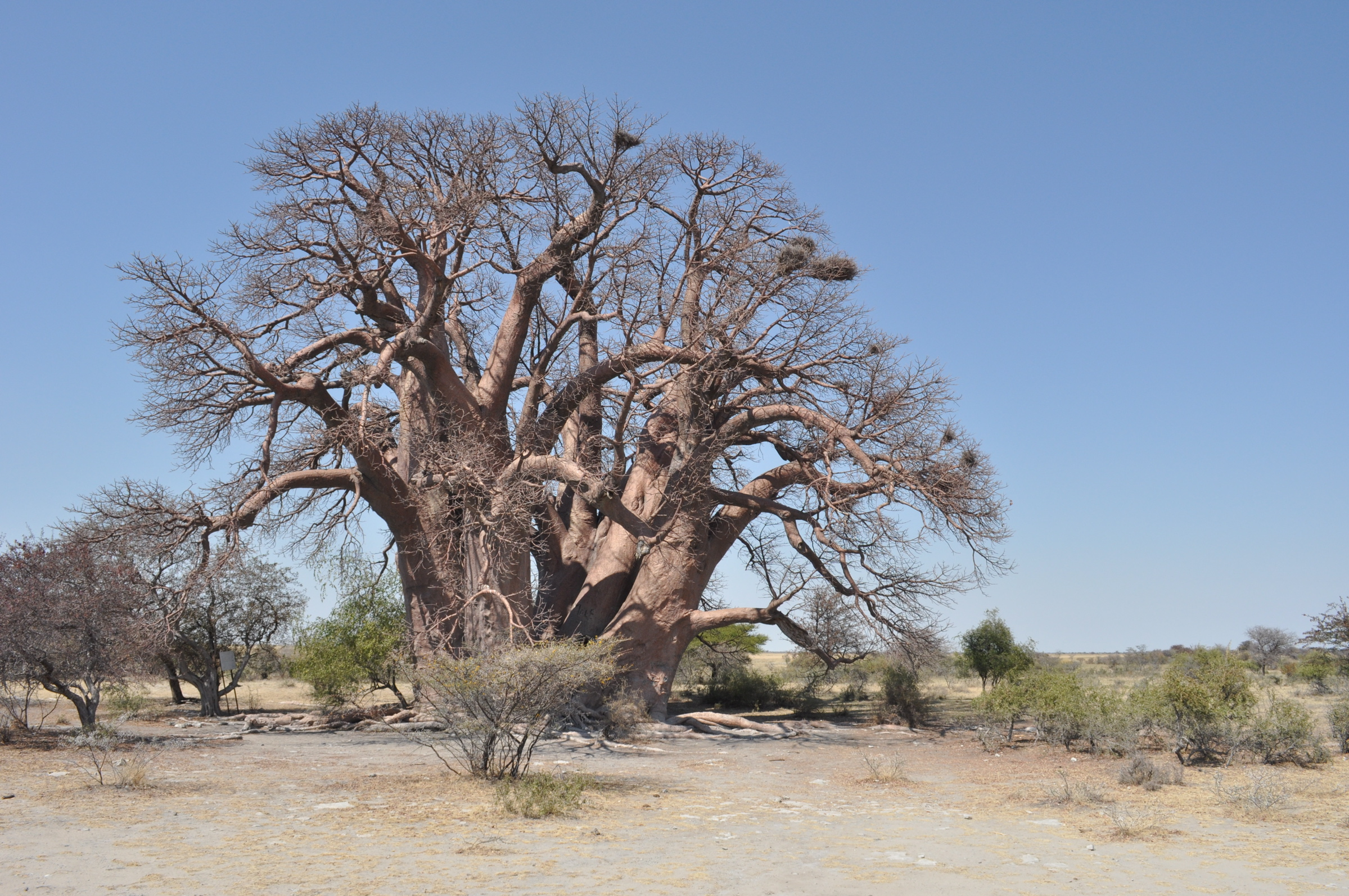
Chapman’s Baobab (2010)

Chapman’s Baobab war ein Afrikanischer Affenbrotbaum (Adansonia digitata) in Botswana, der als National Monument („Nationaldenkmal“) klassifiziert war. Im Januar 2016 stürzte er um. Der Baum wurde nach James Chapman benannt, der im Jahr 1861 zusammen mit Thomas Baines die Gegend bereiste. 15 km weiter nördlich befindet sich der Green’s Baobab.

## Beschreibung
Chapman’s Baobab wurde häufig als einer der größten und ältesten Bäume Afrikas bezeichnet, der sich rund 45 km südlich von Gweta am Rand des Makgadikgadi-Pans-Nationalparks im Westen des Central District befand. Sein Stammumfang wurde mit 25 m angegeben. Aufgrund seiner sieben Stämme erhielt er den Beinamen „Seven Sisters“. Die britischen Afrikaforscher Thomas Baines und James Chapman haben erstmals 1852 von diesem Baum berichtet und ihre Namen in die Rinde geritzt, in einem hohlen Stamm wurden Nachrichten hinterlegt. In der Nähe schlugen auch die Afrikaforscher David Livingstone und Frederick Selous ihr Lager auf.
Sein Alter wurde auf 1000 bis 3000 Jahre geschätzt.

## Umsturz des Baumes 2016
Am 7. Januar 2016 stürzte Chapman’s Baobab um. Als Grund für den Zusammenbruch wird Altersschwäche vermutet. Es blieb lange unklar, ob der Baum abgestorben war. Mitarbeiter des Department of National Museum and Monuments in Botswana untersuchten den Baum und gaben im Juni 2016 bekannt, dass er nicht zu retten gewesen sei, dass aber möglicherweise einige Schösslinge ausschlagen könnten.